# Государственный колледж Антигуа
Государственный колледж Антигуа — государственное высшее учебное заведение на Антигуа и Барбуде, где по нескольким программам обучаются около 1000 студентов. Колледж состоит из нескольких кафедр, таких как кафедра бизнеса, кафедра промышленных технологий, кафедра гуманитарных наук, кафедра педагогического образования и фармацевтической школы.

## История
Государственный колледж Антигуа был основан на холме в Голден-Гроув, Сент-Джонс, Антигуа и Барбуда, в 1977 году в результате слияния педагогического колледжа Подветренных островов (продолжавший традиции педагогического колледжа Спринг-Гарденс, обучая студентов со всех Подветренных островов, включая многочисленные островные государства) и технического колледжа Голден Гроув (открытый в 1972 году при спонсорской поддержке Великобритании). В него входили кафедра гостиничного дела и общественного питания, коммерческий отдел (сейчас кафедра бизнеса) и инженерно-строительная кафедра (сейчас кафедра промышленных технологий).
В 1978 году была добавлена кафедра повышенного уровня подготовки, благодаря объединению всех шестых классов местных средних школ в школьную систему острова, под руководством доктора Алистера Фрэнсиса, директора-основателя Государственного колледжа Антигуа.
В 1981 году кафедра гостиничного дела и общественного питания была передислоцирована в Датчменс-Бэй, чтобы стать новым учебным центром гостиничного дела.
Предложения колледжа снова расширились в 1998 году с открытием фармацевтической школы и снова в 2000 году, когда сорокачетырёхлетняя школа сестринского дела была интегрирована в Государственный колледж Антигуа.

## Наши дни
С момента создания колледжа количество учащихся выросло примерно со ста пятидесяти студентов в 1977 году до более тысячи студентов в 2011 году. За этот период в жизни Государственного колледжа Антигуа произошло несколько важных событий, связанных, в основном, с улучшенными условиями проживания и внедрение новых программ. К ним относятся введение университетской программы первого года обучения и программы бизнес-исследований. Все программы проводятся совместно с Университетом Вест-Индии, кампусом Кейв-Хилл
Государственный колледж Антигуа стремится удовлетворять академические, технические, профессиональные и парапрофессиональные потребности страны путём реализации своих учебных программ с использованием инновационных технологических методов, обеспечивая при этом непрерывное образование для удовлетворения потребностей своих граждан в области общеобразовательного развития.